# Cornelis Geelvinck
Cornelis Geelvinck (15 november 1621, Amsterdam - 16 december 1689, Amsterdam) was na het aantreden van stadhouder Willem III in 1672 actief in het stadsbestuur van Amsterdam en burgemeester in de jaren 1673, 1675, 1684, 1688 en 1689. Cornelis Geelvinck was de kleinzoon van een handelaar in erwten- en bonen, rijk geworden als leverancier aan de VOC en WIC.

## Biografie
Cornelis Geelvinck was de zoon van Jan Cornelisz. Geelvinck en Aechje (Agatha) de Vlaming van Oudshoorn. Hij trouwde in 1643 met een kleindochter van burgemeester Albert Burgh Elisabeth Velecker (1622-1658), met wie hij zes kinderen kreeg: Joan (1644), Albert (1647), Cornelis (1649), Brechje of Brigitta (1651), Coenraad en Dirck (1656). In 1662 huwde hij met Margaretha Bicker van Swieten (1619-1697), de dochter van Cornelis Bicker en erfgename van de buitenplaats Akerendam in Beverwijk. Zij bewoonden Herengracht 174.
In 1664 kocht Cornelis Geelvinck de heerlijkheden Castricum en Croonenburg voor resp 33.000 en 25.000 gulden. Dat leverde hem inkomsten en het recht op benoemingen. In augustus 1666 werd hij door de Amsterdamse regering als "vigilant heer" naar Den Helder gestuurd, waar een Engelse overval werd gevreesd. In het laatst van november 1672 droegen de Staten van Holland hem op het hooi en de turf uit Uithoorn en de dorpen in omgeving weg te halen, zodat de Franse leger, dat Utrecht had bezet, er geen profijt van zouden hebben. In datzelfde jaar moest hij burgemeester Andries de Graeff beschermen, die door het volk werd aangevallen. In 1673 was hij betrokken bij de verdediging van de Waterlinie.
In 1684 weigerde de vroedschap belastingen aan Den Haag af te dragen, boos als zij was over nieuwe oorlogsplannen van de stadhouder. Geelvinck werd aangewezen om de prins te ontvangen op het stadhuis. De prins weigerde echter aan het verzoek te voldoen en reed in galop over de Dam (Amsterdam). In 1688 confisqueerde Frankrijk alle schepen uit de Republiek die zich op dat moment in Franse havens bevonden. Amsterdam besloot vervolgens alle Franse schepen in beslag te nemen. Pas na deze gebeurtenis gingen de burgemeesters akkoord met een invasie in Engeland. Ook Geelvinck was een tegenstander van het uitreden van schepen, die ingezet kon worden bij de geplande invasie door Willem III van Oranje, beter bekend als de Glorious Revolution. Nicolaes Witsen en Joannes Hudde hadden twijfels, maar helden uiteindelijk over naar de prins. Niettemin werden in 1690 de voordrachten voor een nieuwe burgemeester niet direct naar de prins gezonden, maar eerst naar de Staten-Generaal, die ze op haar beurt doorzond.
Na zijn overlijden werd Geelvinck in de vroedschap opgevolgd door zijn zoon Albert Geelvinck. Toen Albert stierf in 1693 werd hij opgevolgd door zijn oudere broer Joan Geelvinck.